# Beborn Beton
Beborn Beton är ett tyskt synthpopband som skapades 1989 av vänner sedan tidigare och musikentusiasterna Stefan Tillmann och Michael Wagner. Med starka influenser från andra 80-talsband försöker Beborn Beton skapa ett modernt "sound". Efter en tid så anslöt sig före detta skolkamraten Stefan Netschio och antog rollen som sångare i bandet.
De är mest kända för låten "Another World", som spelades en hel del i radion över hela Europa. Den var mycket populär på synthpop- och industrial-nattklubbar i Europa och även i USA.
Ordet Beborn har inget speciell betydelse, medan Beton är det tyska ordet för betong, som bandet förklarar ska hänvisa till den stadsmiljö de växte upp i.

## Medlemmar
- Stefan "Till" Tillmann – kompositör, synthesizer, trummor
- Michael B. Wagner – kompositör, synthesizer, hemsida
- Stefan Netschio – textförfattare, sång

## Diskografi
Album (urval)
- 1993 – Tybalt
- 1994 – Concrete Ground
- 1996 – Nightfall
- 1997 – Truth
- 1999 – Fake
- 2000 – Rückkehr zum Eisplaneten